# Hinchada del Racing Club
La hinchada del Racing Club, conocida popularmente como la Guardia Imperial o la Número Uno (N.° 1), es un grupo de seguidores del equipo de fútbol del mencionado club, con sede en Avellaneda, Argentina. Actualmente, este cuenta con aproximadamente 86 289 socios.
La principal barra brava del club es La Guardia Imperial (LGI), fundada en 1958. Junto a ella, surgieron los Racing Stones y la Barra del 95, fundados en los años 1990. En conjunto forman un grupo organizado, ubicado tradicionalmente en la Tribuna Popular Sur del Cilindro. Esta hinchada ha exhibido dos banderas consideradas en su momento como las «más grandes del mundo» y es responsable de los recibimientos al equipo y los cánticos.
Desde su creación como club de fútbol, Racing ganó una considerable popularidad en Avellaneda. Según una encuesta del diario La Nación en el año 2000, los fanáticos se concentran principalmente en la ciudad de Buenos Aires y mayoritariamente pertenecen a la clase media.
Gracias a su trayectoria, Racing ha trascendido el ámbito deportivo y cuenta con numerosos simpatizantes notables tanto en Argentina como a nivel internacional, quienes se identifican a través de camisetas, canciones, filiales y banderas.

## Origen del nombre
En los años 1940, la hinchada de Racing comenzó a ser conocida como «la Número Uno» y «la Guardia Imperial». Estas denominaciones surgieron en referencia al notable nivel de entusiasmo demostrado por los seguidores del club, a pesar de que el equipo de fútbol no había conseguido ningún campeonato profesional durante ese periodo. En esos años, Racing experimentó un significativo incremento en su número de socios y se convirtió en una de las instituciones con mayor cantidad de asociados en Argentina, con más de 41 000.
En 1948, el periodista Luis María Albamonte, utilizando el seudónimo Américo Barrios, publicó un artículo en el diario La Razón de Buenos Aires. En este escrito, Albamonte elogió a la afición del Racing Club y citó una frase atribuida al militar francés Pierre Cambronne, un miembro de la guardia imperial del emperador Napoleón Bonaparte, pronunciada durante la batalla de Waterloo.

Algún día le diré a Racing que me preste esa escolta maravillosa que llena las canchas y a quien, para ser numerosa, no le importa el resultado del partido. Y proyectaré cualquier empresa grandiosa y romántica, para que cuando esté sucumbiendo ya, sin remedio, escuche en la agonía a mis fieles exclamando: «La Guardia Imperial muere, pero no se rinde»; porque con ella, es lindo no sólo vivir, sino morir...
Fragmento del texto de Américo Barrios, 1948

## Historia

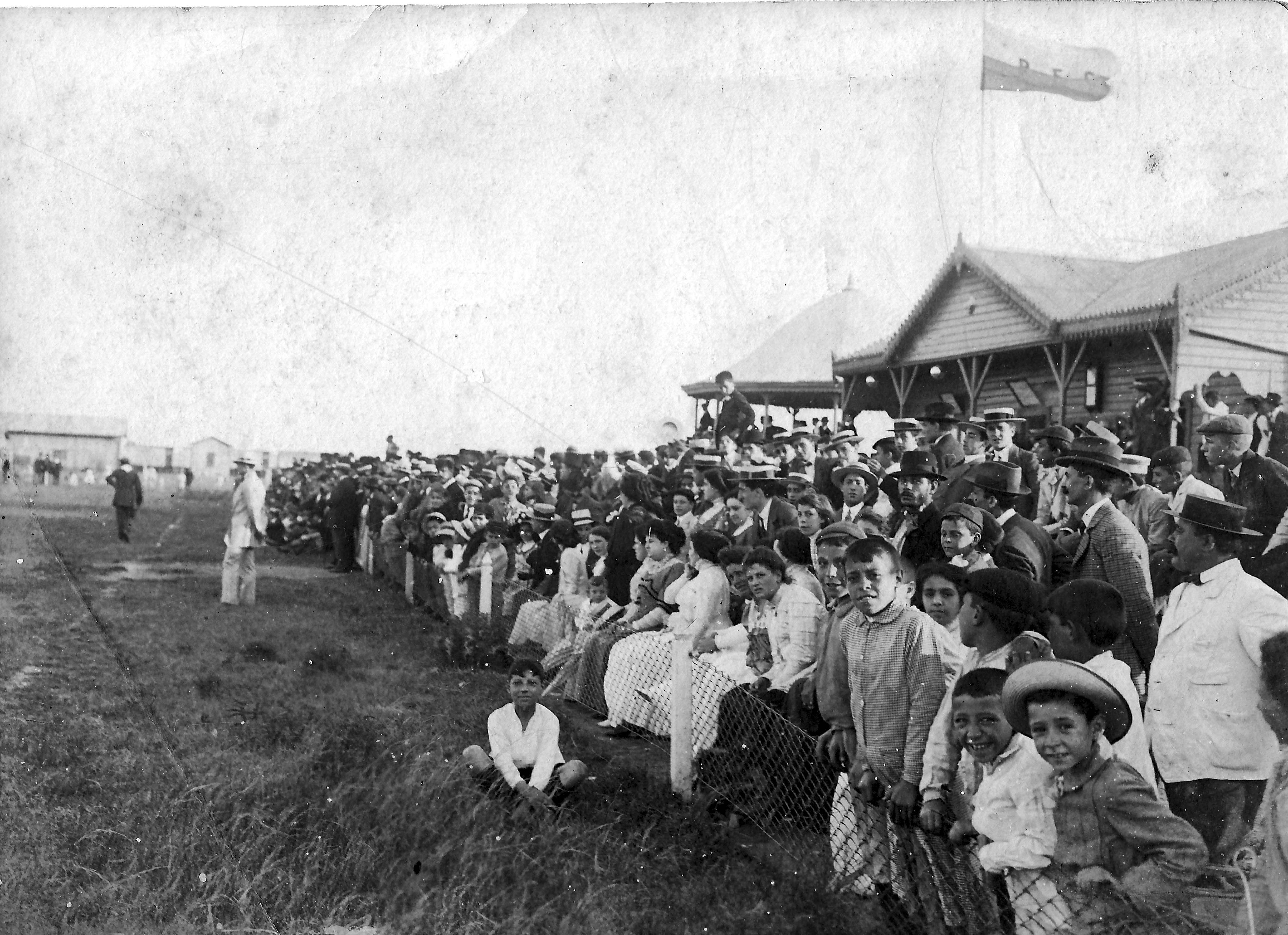
La hinchada en el estadio de Alsina y Colón (1909)

El 25 de marzo de 1903 se fundó el Racing Club tras la fusión del «Football Club Barracas al Sud» y «Colorados Unidos del Sud». Sus fundadores eran estudiantes del Colegio Nacional Central y trabajadores del Ferrocarril del Sud. Tuvo la particularidad de ser el primer equipo de fútbol argentino fundado íntegramente por criollos.
En 1910 obtuvo el ascenso a la Primera División de Argentina y adoptó los colores celeste y blanco de la bandera nacional para su uniforme. Por estos años, alcanzó una racha de títulos que se extendió durante siete campeonatos y se convirtió en el primer equipo heptacampeón del mundo.
El 1 de agosto de 1915, tras golear 3–0 como visitante a River Plate, los hinchas de Racing regresaron desde La Boca hasta Avellaneda al grito de «¡La Academia, la Academia!». De esta forma, se forjó el principal mote distintivo del equipo, el cual aludía al juego vistoso que presentaba por esta época.

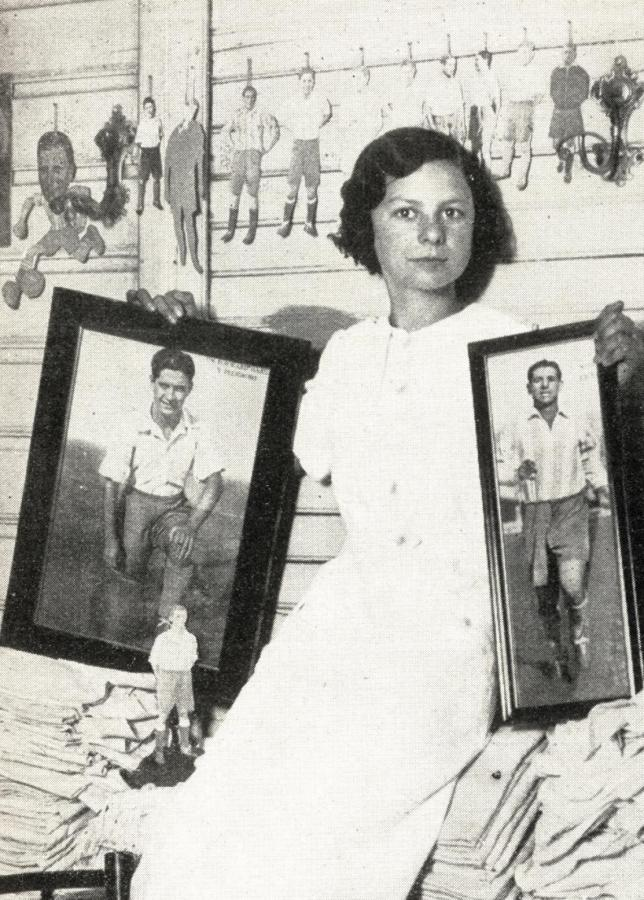
Tita Mattiussi fue una figura emblemática dentro de Racing. Fue considerada como una madre por cuidar a los juveniles del equipo.

En 1927 tenía una afiliación societaria que superaba a las 2324 personas. Ese año se habían construido instalaciones para los socios del club, lo cual le valió un incremento en sus asociados. Entre sus partidarios más entusiastas se encontraba el cantante Carlos Gardel, quien contribuyó a construir la fama de la institución y fue amigo personal del futbolista Pedro Ochoa.
Dentro del contexto social y político de Argentina, se solía asociar a Racing con la élite del Partido Autonomista Nacional que predominaba en Avellaneda a principios del siglo XX. El intendente Alberto Barceló tenía cercanía con la dirigencia del club, liderada por Luis Carbone. Esto causó disparidad entre los miembros de la institución y varios de sus socios fundadores se transmudaron a Independiente, su máximo rival, el cual tenía una composición social con afiliación a grupos socialistas y radicales.
En 1937, la AFA dispuso establecer el voto proporcional. Racing fue uno de los cinco clubes que consiguió tres votos, por tener más de 15 000 socios y haber ganado nueve campeonatos hasta ese entonces. A raíz de esto, la prensa y la sociedad argentina lo empezó a reconocer como uno de los «cinco grandes del fútbol argentino».
En 1948, la huelga de jugadores impactó profundamente el fútbol argentino y perjudicó a Racing, que perdió varios jugadores mientras competía por el campeonato, generando el descontento de su hinchada. Sin embargo, en 1949 conquistó su 1.er torneo profesional, asegurándolo con tres fechas de antelación tras vencer a Boca Juniors como visitante. Norberto Méndez, delantero del equipo campeón, definió esta transformación afirmando que Racing «había dejado de dar lástima» para «pasar a dar bronca».
En 1950, Racing inauguró su nuevo estadio Presidente Perón, conocido popularmente como «el Cilindro». La construcción de este recinto estuvo financiada con un préstamo del Gobierno de Argentina, presidido por Juan Domingo Perón. El ministro de Hacienda, Ramón Cereijo, quien era un simpatizante fervoroso del equipo, había conseguido otro crédito para que se aceleraran las obras del recinto. Sin embargo, algunos medios de comunicación se encargaron de instalar la creencia popular de que el Poder Ejecutivo Nacional tenía favoritismo con el club, que además había ganado el campeonato por 2. ª vez consecutiva. Por tal motivo, las hinchadas rivales solían entonar cánticos referidos al «Sportivo Cereijo», un apodo peyorativo que se había ganado Racing. Como respuesta, sus hinchas entonaban en las tribunas una reversión de la Marcha Peronista, cuya letra completa hacía referencia a la resiliencia frente a la adversidad.

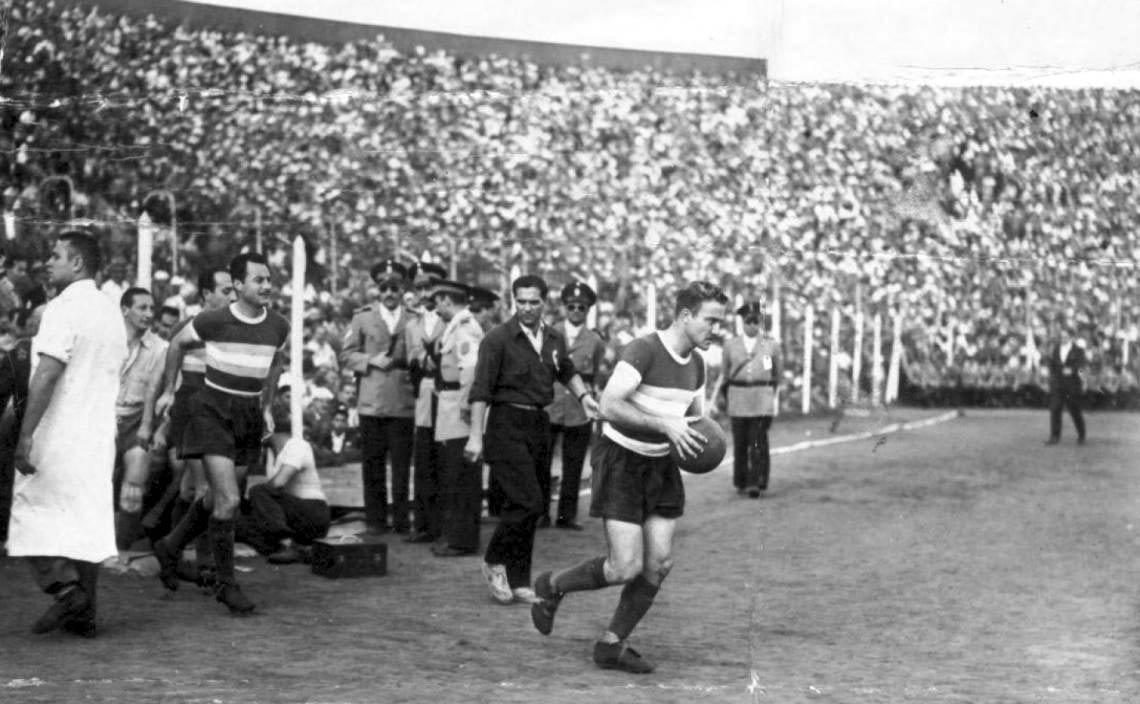
Recibimiento al equipo tricampeón de Racing en el Gasómetro (1951)

En 1951, Racing ganó el campeonato por 3. ª vez consecutiva luego de vencer a Banfield en la final. La definición de este torneo estuvo altamente polarizada. Esto se produjo luego de que la primera dama, Eva Perón, apoyara públicamente al rival, que era considerado por la sociedad y la prensa especializada como un «equipo chico», para reivindicar sus ideales de justicia social. En las dos finales disputadas en el Gasómetro (San Lorenzo), tres de las cuatro tribunas estuvieron colmadas por aficionados de otros clubes, que acudieron para animar a Banfield. La Guardia Imperial respondió coreando «Ay, ay, ay, ay, qué lindo es el baión; aunque la contra se muera, sólo Racing es campeón». Tras la victoria del club de Avellaneda, los medios de comunicación afiliados al peronismo le adjudicaron a Banfield el título de «campeón moral».
En 1958, tras la temprana eliminación de Argentina en la Copa Mundial de Suecia, el interés por el fútbol local cayó, reflejado en la baja de ventas de entradas. La muerte del aficionado Alberto Linker, en medio de los disturbios entre los hinchas y la policía durante un partido entre Vélez Sarsfield y River Plate, puso en evidencia la presencia de grupos violentos en el fútbol argentino. En este contexto, Racing capturó toda la atención del público al ganar el campeonato con una destacada delantera.
El 12 de noviembre de 1961, Racing ganó el campeonato por 5. ª vez en el profesionalismo, en una época donde se promovía el «fútbol espectáculo» en Argentina. El partido consagratorio fue, por primera vez, en el Cilindro. Tras vencer 3–2 a San Lorenzo en la 27.ª fecha, el equipo dio la vuelta olímpica ante una multitud de aproximadamente 90 000 espectadores.

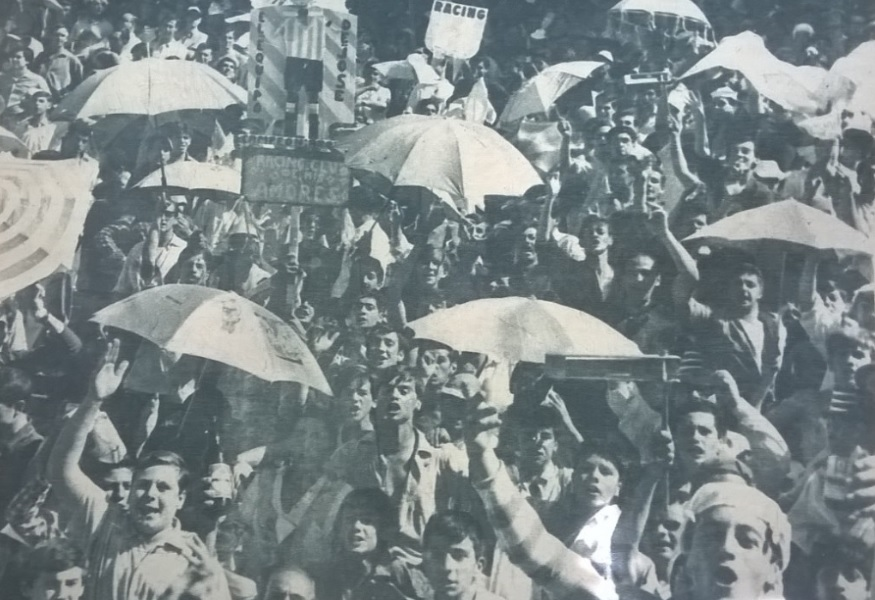
Recibimiento al multicampeón (1966)

En 1966, Racing ganó el campeonato sin caer como local. Durante los partidos, la hinchada coreaba un particular cántico alusivo al segundo nombre del entrenador Juan José Pizzuti: «Y ya lo ve, y ya lo ve, es el equipo de José». Pese a que su origen es objeto de debate, lo cierto es que aquel equipo quedó bautizado con ese nombre. Tras la consagración de Racing, los hinchas festejaron en las sedes del club y le arrojaron numerosos papeles picados al autocar de los jugadores.
El 29 de agosto de 1967, Racing ganó la Copa Libertadores luego de vencer a Nacional de Uruguay en la final. Los partidos de la Academia en esta edición atrajeron a 479 327 espectadores en total, con aproximadamente 99 148 asistiendo a la ida de la final en el Cilindro. Luego de que el equipo le ganara el elenco uruguayo en Chile, aproximadamente 50 000 hinchas, e incluso algunos simpatizantes de Independiente, festejaron frente a la sede de Racing en Avellaneda.
El 18 de octubre, Racing se enfrentó al Celtic en Glasgow, en el partido de ida de la Copa Intercontinental, cuyo plantel se vio acompañado por Tita Mattiussi. El 1 de noviembre se disputó el partido de vuelta en un Cilindro colmado por aproximadamente 120 000 espectadores, un récord histórico a nivel nacional. La intensidad de este ambiente sorprendió al Celtic y a su capitán, Billy McNeill, quien describió la recepción del estadio como «nada menos que horrible». Su arquero, Ronnie Simpson, resultó herido antes del comienzo del partido por un objeto arrojado desde las gradas. Por eso mismo, el técnico del Celtic, Jock Stein, definió despectivamente a la afición como «una hinchada de indios».
El 4 de noviembre se jugó un desempate en el estadio Centenario de Montevideo. Este encuentro fue presenciado por alrededor de 25 000 seguidores argentinos, quienes tuvieron que enfrentarse a los aficionados uruguayos que acudieron el estadio para alentar al equipo escocés. Finalmente, Racing ganó el partido a través de un recordado gol de Juan Carlos Cárdenas y se coronó como el primer club argentino campeón mundial. El triunfo de la Academia fue celebrado por toda la mayor parte de la población argentina, incluso por las hinchadas rivales.
En abril de 1968, Racing se enfrentó a Estudiantes (LP) por la Copa Libertadores. Los hinchas de Gimnasia y Esgrima (LP), el clásico rival de este último, viajaron hasta Avellaneda para apoyar a la Academia. Este evento marcó el comienzo de una amistad entre las hinchadas de ambos clubes.
En los años posteriores a su época dorada, Racing no logró alcanzar los mismos niveles de éxito deportivo. Paralelamente, en el fútbol argentino surgió el término «hinchas de la hinchada», que se refería a una afición que, ante la falta de logros futbolísticos recientes, se centraba en resaltar la pasión y el apoyo. Este término fue asociado a la hinchada de Racing, especialmente por sus rivales, debido a la sequía de títulos del club desde 1967 hasta 1988. Sin embargo, los seguidores académicos adoptaron este concepto y destacaron lo que ellos consideraban la lealtad y el compromiso de su afición.
En Avellaneda surgió una leyenda urbana que intentaba explicar la sequía de títulos que atravesó Racing durante esos años. Según esta historia, un grupo de hinchas de Independiente, con la ayuda del portero del estadio, enterró siete gatos negros en el arco frente a la Tribuna Popular Sur del Cilindro. Esta creencia fue adoptada por muchos hinchas y hasta por algunos entrenadores, como Juan Carlos Lorenzo y Alfio Basile, lo que llevó a varios intentos de eliminar la supuesta maldición.
El 14 de agosto de 1975, en la última fecha del Metropolitano, Racing debió recibir al Rosario Central en el Cilindro. El partido, inicialmente, fue suspendido por una huelga de futbolistas; pero la AFA decidió reprogramarlo para más tarde. Racing lo jugó con los juveniles de octava y novena división, mientras que Central con su reserva, la cual ganó por 10 a 0. Más de dos mil personas, por cortesía ante la pésima organización, entraron sin pagar en el segundo tiempo. De esta forma, se produjo el erróneo récord de menor entradas vendidas (5).

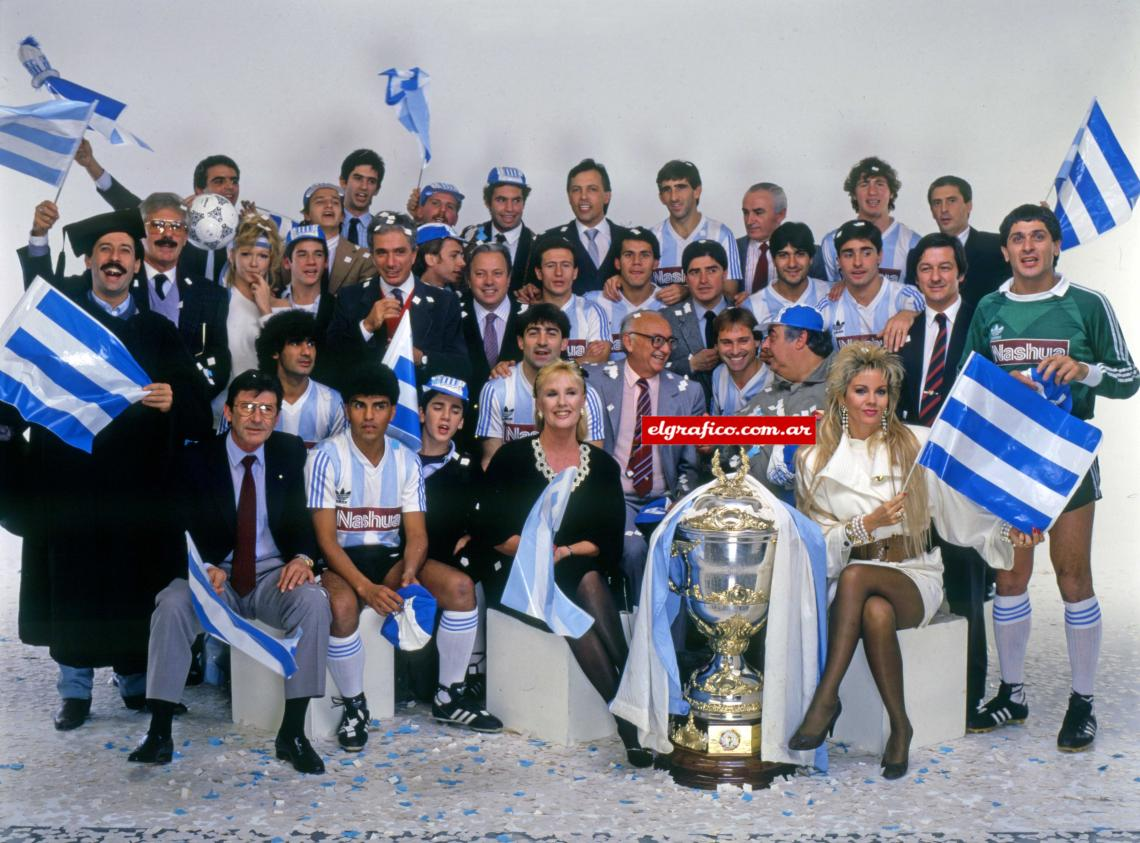
Jugadores e hinchas famosos de Racing festejan la Supercopa (1988)

En 1983, Racing descendió por única vez a la segunda división. Dos años más tarde, en diciembre de 1985, Racing logró el ascenso acompañado por una notable movilización de sus seguidores, que reunió a aproximadamente 75 000 personas en el estadio Monumental y culminó en una masiva celebración en el Obelisco de Buenos Aires y la sede del club. Los festejos de la década continuaron en 1988, cuando Racing cortó con su nefasta racha de 21 años sin títulos al ganar la Supercopa Sudamericana.

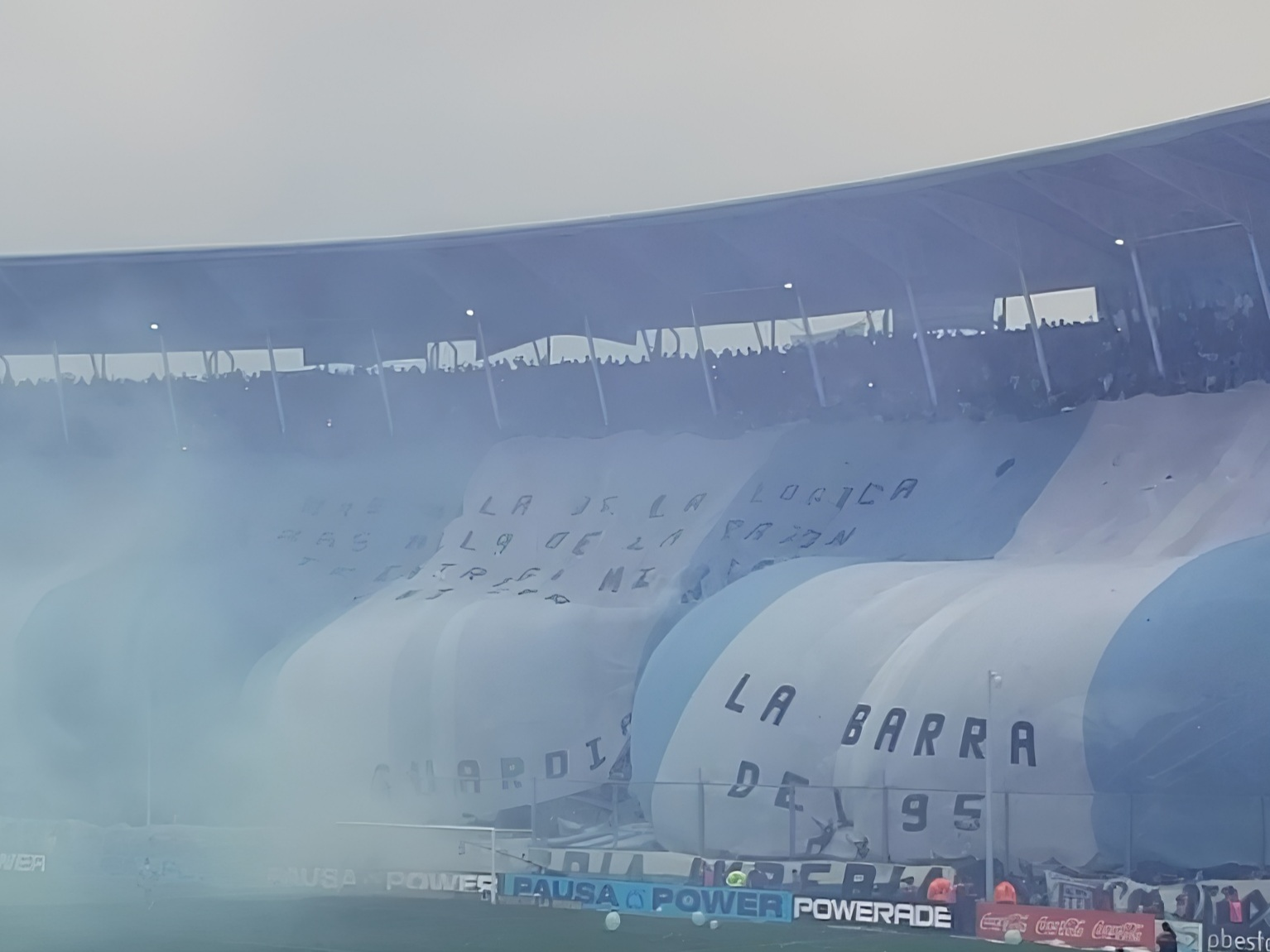
La «bandera más grande del mundo», estrenada en 1997 (2022)

El 13 de julio de 1998, bajo la presidencia de Daniel Lalín, Racing enfrentó una grave crisis financiera que llevó a la solicitud de quiebra por parte del mandatario. La clausura oficial de las actividades del club, declarada el 4 de marzo de 1999 por la CFALP, fue seguida por declaraciones contundentes de la síndico Liliana Ripoll, quien afirmó: «Ha dejado de existir Racing Club Asociación Civil». Esta situación desató una profunda indignación entre los hinchas, evidenciada por un incidente durante una conferencia donde un bombo fue arrojado hacia Lalín. Además, se organizaron protestas frente a la Casa Rosada, el Congreso Nacional y la sede de AFA. Ante el contexto de incertidumbre, la AFA, bajo la dirección de Julio Grondona, decidió posponer todos los partidos de Racing hasta que se resolviera la crisis financiera y administrativa que atravesaba el club.
El 7 de marzo de 1999, día programado para un partido contra Talleres (C), más de 30 000 hinchas colmaron al Cilindro en una demostración de protesta y superaron la asistencia de otros encuentros que se disputaron ese día. Esta manifestación buscaba ejercer presión para que el equipo inhabilitado volviese a jugar, lo cual se produjo en la siguiente fecha contra Rosario Central en el estadio Gigante de Arroyito.

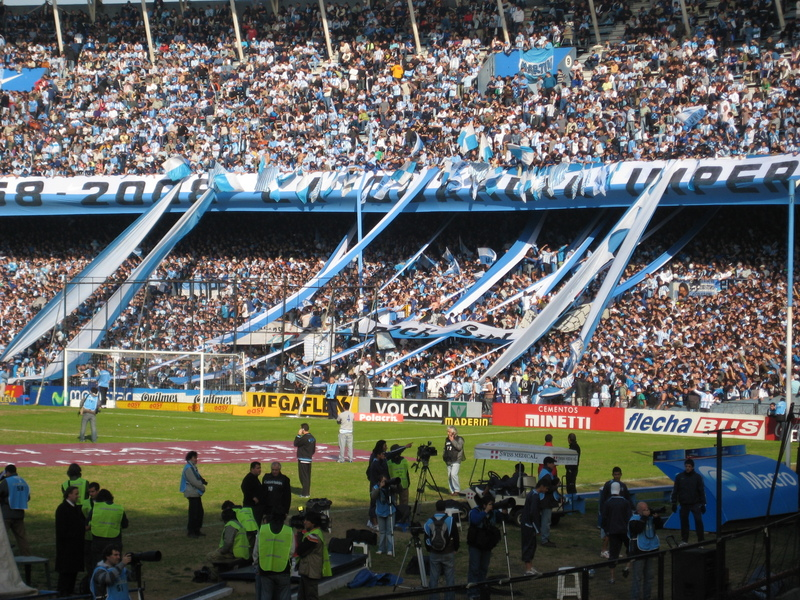
La hinchada en el Cilindro antes de un partido clave por la promoción (2008)

El 12 de agosto, el juez Enrique Gorostegui ordenó el remate de la sede de Villa del Parque. En respuesta, los hinchas se encadenaron al recinto para impedirlo, logrando suspenderlo definitivamente. Un mes después, el 8 de septiembre, los socios lideraron la iniciativa de recuperar un terreno cercano al estadio para convertirlo en el Predio Tita Mattiussi, un centro de entrenamiento para juveniles, que fue inaugurado como una sociedad mutual el 9 de julio de 2000.
Tras la asunción de la empresa gerenciadora Blanquiceleste el 29 de diciembre de 2000, Racing ganó el Apertura 2001 bajo la dirección técnica de Reinaldo Merlo. Esta victoria fue vista por muchos como el fin de la supuesta maldición que afectaba al club. Los hinchas celebraron este campeonato organizando caravanas, movilizaciones masivas y recibimientos entusiastas al equipo, mientras en Argentina se desencadenaba un estallido social, que surgió por la situación financiera de ese año. El 27 de diciembre, Racing debió visitar al Vélez Sarsfield, y ocurrió la histórica convocatoria que llevó a los hinchas académicos a asistir simultáneamente al estadio José Amalfitani y al Cilindro, el cual había abierto sus puertas con pantallas gigantes para los fanáticos que no pudieron ir a Liniers.

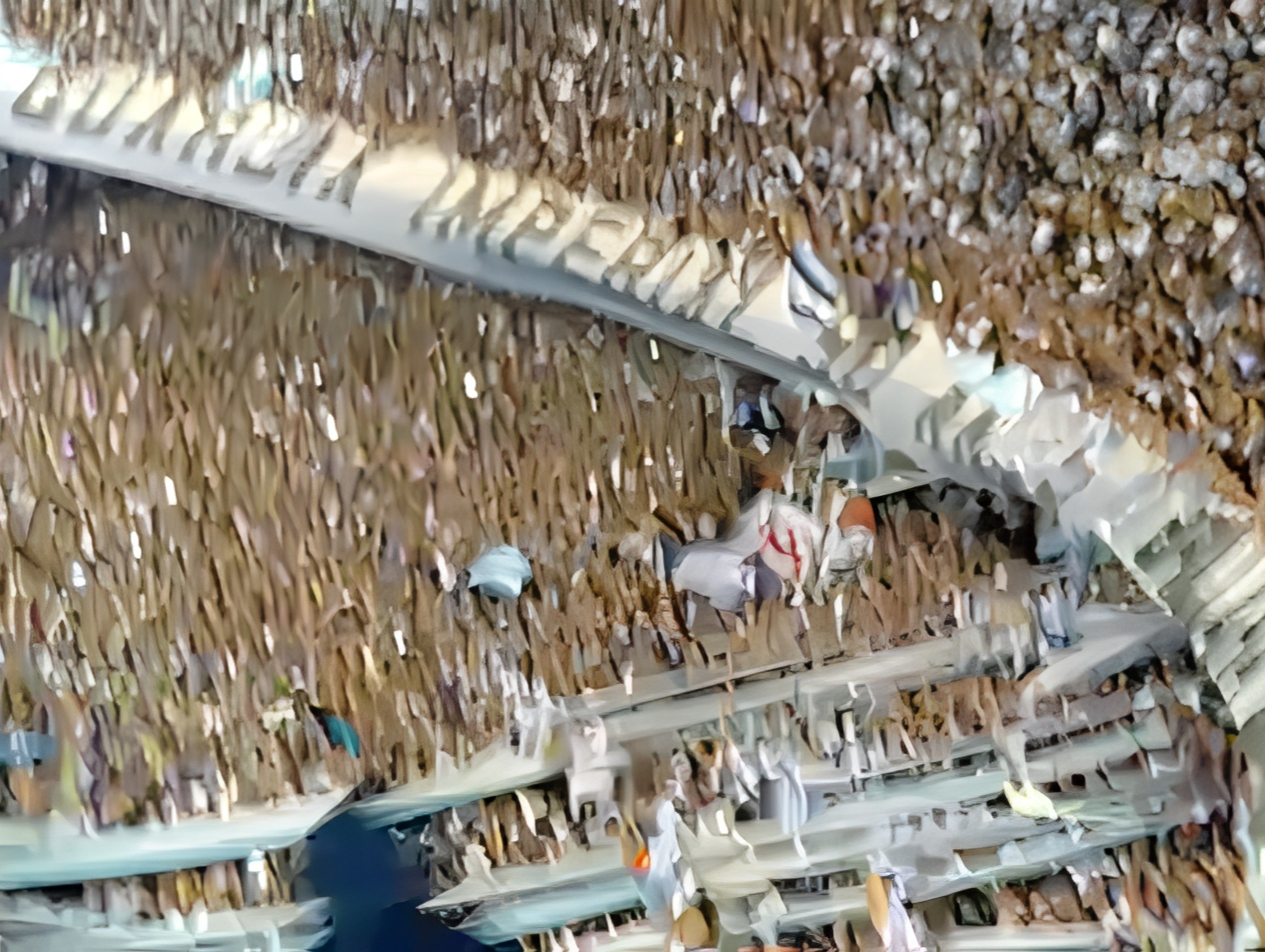
La hinchada en aquel partido definitorio contra Godoy Cruz (2014)

En los años siguientes, la gestión de Blanquiceleste generó insatisfacción entre los hinchas, manifestada en protestas frente a la sede de la empresa. Tras el Clausura 2008, en el que Racing terminó último y se salvó del descenso tras jugar una promoción contra Belgrano, la gerenciadora rescindió contrato con el club.
En 2009, Racing volvió a convocar a elecciones para sus socios, el equipo compitió en el campeonato con el objetivo de evitar el descenso, y pese a todo esto, se mantuvo en el podio de clubes argentinos con mayor recaudación de entradas.
En 2014, un grupo de socios promovió el movimiento «Racing Positivo», con el objetivo de revitalizar el ánimo de la hinchada. Esta iniciativa fue apoyada por el plantel, especialmente por el jugador Diego Milito, quien había vuelto al club luego de su paso por Europa, y el entrenador Diego Cocca, quien fue cuestionado por algunos hinchas al comienzo de su ciclo en el equipo. La etiqueta #RacingPositivo se convirtió en el lema del campeonato que Racing Club ganó ese mismo año. El partido consagratorio ocurrió el 14 de diciembre contra Godoy Cruz, ante la mirada de 60 000 espectadores que acudieron al Cilindro.

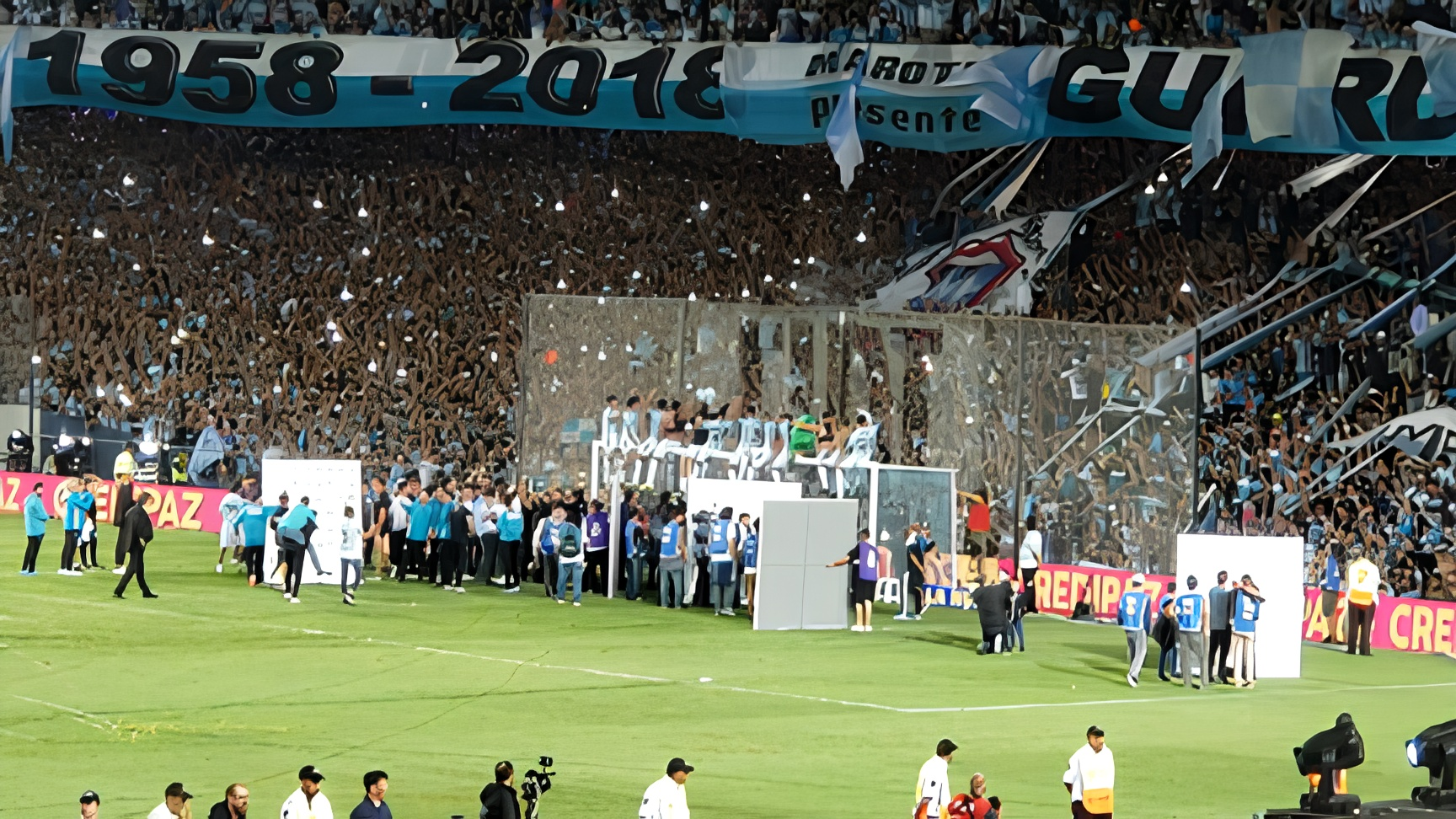
La hinchada de Racing festeja el campeonato con el equipo (2019)

El 31 de marzo de 2019, Racing ganó la Superliga 2018-19, y luego del partido consagratorio en el estadio de Tigre, una multitud de hinchas celebró junto a los jugadores del equipo en el Obelisco porteño. El 7 de abril se llevó a cabo la vuelta olímpica en el Cilindro, contra Defensa y Justicia.
Los años 2020 estuvieron marcados por tensiones políticas entre el presidente Víctor Blanco y el exjugador y dirigente Diego Milito. Durante este período, un sector significativo de la hinchada se mostró más crítico y exigente hacia la gestión oficialista, especialmente en campañas irregulares como la de la Liga Profesional 2022. En dicho torneo, algunos simpatizantes celebraron los goles de Independiente en un partido frente a Boca Juniors en la Bombonera, debido a que este resultado podría favorecer a Racing en la tabla de posiciones. Aunque el club no logró obtener el campeonato, consiguió dos títulos nacionales en esa etapa, ambos frente a Boca Juniors.

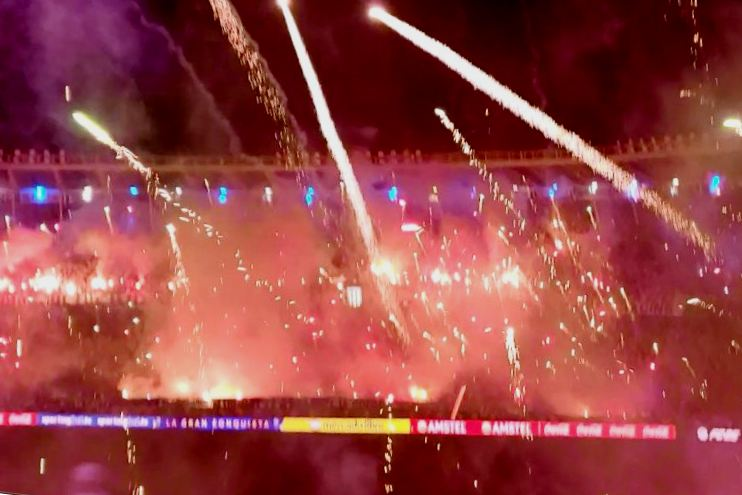
La hinchada de Racing vs. Corinthians por la Copa Sudamericana (2024)

En 2024, Racing ganó la final de la Copa Sudamericana frente a Cruzeiro de Brasil, disputada en Asunción, Paraguay. A la hinchada académica se le asignaron 12 500 localidades, pero más de 300 000 personas intentaron adquirir entradas a través del sitio oficial, agotándose rápidamente. Algunos hinchas lograron comprar boletos destinados a no socios de Cruzeiro, lo que llevó a la Conmebol a reubicarlos en el sector correspondiente. Alrededor de 33 506 seguidores argentinos asistieron al estadio General Pablo Rojas, mientras que más de 30 000 fanáticos presenciaron el partido en tres pantallas gigantes desde el Cilindro, a pesar de la clausura de algunos sectores. Fue la segunda ocasión en la que la hinchada del club se distribuyó simultáneamente en dos estadios.
El 24 de noviembre de 2024, luego de la obtención de la Copa Sudamericana 2024, miles de hinchas se movilizaron hacia el Obelisco de Buenos Aires para recibir al plantel campeón recién llegado de Paraguay, que fue trasladado entre la multitud a través de un autocar.

## Día del Hincha de Racing

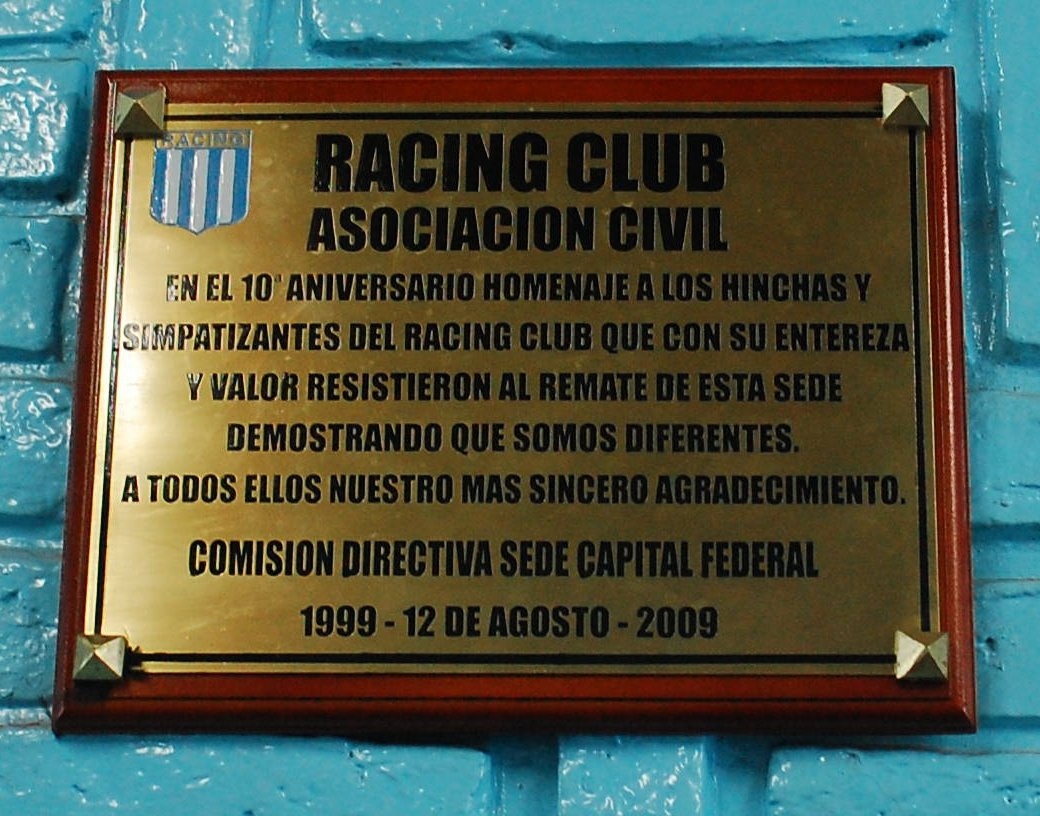
Placa conmemorativa al hincha en la sede de Villa del Parque por defender a Racing de la quiebra (1999)

El Día del Hincha de Racing, celebrado anualmente el 7 de marzo, conmemora un evento crucial en la historia de la institución. En 1999, la hinchada se movilizó hacia el Cilindro sin que hubiera un partido en curso. Esto se realizó como protesta contra un intento de cierre del club. Entre los presentes destacaban figuras emblemáticas como Ubaldo Fillol, Gustavo Costas, Fernando Quiroz  y Juan Carlos Cárdenas. También se conmemora la defensa a la sede de Villa del Parque del remate judicial, ocurrida el 12 de agosto de 1999.
La movilización masiva de los hinchas fue crucial para permitir que Racing continuara sus actividades deportivas, que habían sido suspendidas hasta la resolución de asuntos internos del club. Además, la presión constante de los aficionados, junto con el apoyo de políticos, celebridades y dirigentes, condujo a la aprobación por parte de la justicia argentina de la ley 25.284, conocida como «Ley Racing Club», el 25 de julio de 2000. Esta legislación estableció el fideicomiso para entidades deportivas con dificultades económicas.
En 2009, la nueva comisión directiva de Racing oficializó la creación del Departamento del Hincha, consagrando formalmente el 7 de marzo como el «Día del Hincha de Racing».

## Grupos organizados

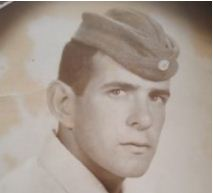
El Loco Jorge, conocido como Pantera, uno de los barras bravas más conocidos.

Desde los años 1990, la hinchada de Racing está conformada por tres grupos organizados. Darío Cariatti, referente de los grupos de la zona oeste del Gran Buenos Aires, patentó los logotipos de la Guardia imperial y los Racing Stones en 1999. Estas facciones llegaron a comercializar sus mercancías en Locademia, la tienda oficial del club.

### La Guardia Imperial

#### La vieja escuela
En 1958 se fundó la Barra de la Bandera, la 1.ª barra brava asociada a Racing. Sus integrantes eran socios fanáticos del equipo, destacándose el Gallego Títolo, Ángel Zaza Cupasolo, Chacarita y Salvador Cebolla Bellusci, quienes recibieron recibieron distinciones de la Revista Racing.
El 12 de octubre de 1983, durante un partido entre Racing y Estudiantes (LP) disputado en el Cilindro, se estrenó una bandera con la inscripción «La Guardia Imperial», que marcó el nombre distintivo de la barra brava desde ese momento. Durante los años 1980, las hinchadas argentinas compartían una serie de códigos de la denominada «vieja escuela», que promovían combates cuerpo a cuerpo sin el uso de armas ni estimulantes. Este sistema de valores fue impulsado principalmente por Horacio Baldo, más conocido como Cacho de Ciudadela, líder de la barra en esos años.
En los años siguientes, la barra creció en número e influencia, teniendo más de 200 miembros para 1997. Sus referentes más destacados eran Andrés Améndola (el Negro Ramos), Jorge el Loco Arcieri (Pantera), Dardo el Gordo García, Juan el Tano Scardillo, Alberto el Cordobés Haseney (la Rumbera), entre otros. También contaba con subgrupos familiares como la Banda de los Rulos, liderada por Ignacio Rulo Gómez. En 2002, el asesinato de Gustavo Rivero, un hincha de Independiente, derivó en la detención del líder Héctor Jaime Heredia y otros miembros, provocando la fractura de la barra.

#### Dock Sud
En 2004, la facción de Dock Sud, liderada por Raúl el Huevo Escobar, Nelson el Paraguayo Lopetegui y Nelson el Pollo Dómene, tomó el control tras vencer a la Banda de El Morro. Contaron con apoyo de sectores sindicales, políticos del Partido Justicialista y vínculos con las barras de Dock Sud y San Martín de Burzaco. Sin embargo, en 2008, Escobar y Dómene se separaron por una disputa financiera y política. Este último formó un grupo disidente apoyado por sindicalistas y miembros de otras hinchadas.
El grupo disidente de Villa Corina se presentó en 2016, cuando emboscó una camioneta que transportaba banderas de la barra oficial. Mientras tanto, los de Dock Sud mantuvieron su presencia en las tribunas, aunque enfrentaron investigaciones y medidas restrictivas por parte de las autoridades (Coprosede y Aprevide) debido a incidentes de violencia. En 2017, Escobar junto a otros barras sufrió el derecho de admisión y la reorganización de la barra quedó a manos de José y Facundo Repetto, quienes expulsaron grupos y la redujeron en 200 miembros. En 2019, el hostigamiento a un periodista por el barra Héctor Otero debilitó aún más al grupo, por el arresto domiciliario de los líderes provisorios.

#### Los Pibes de Racing
El 24 de julio de 2021, la barra oficial quedó a manos de Los Pibes de Racing (LPR), un grupo disidente formado por las filiales expulsadas y la facción de Villa Corina. Estos poseían apoyo político y siguieron la pelea interna con el bando de Dock Sud, liderado por Diego Quintana. Sin embargo, después de que Leandro Paredes —el nuevo líder de la barra oficial— fuera liberado de prisión preventiva tras la pelea con los hinchas del Deportivo Cali, y de que Matías Cara de Paty Alfonzo —el líder interino— se negara a devolverle el mando, la barra se dividió nuevamente.
En 2023, un violento enfrentamiento previo al partido contra Belgrano, en Avellaneda, llevó al arresto de Paredes y Alfonzo. La facción de Alfonzo intentó emboscar a Los Pibes de Racing durante un encuentro con Huracán, pero la desaprobación del público presente en el Cilindro obligó a desistir. Finalmente, Dómene asumió nuevamente el liderazgo. Actualmente existen tres facciones que buscan el poder de La Guardia Imperial: Dock Sud, la Banda de Mati y la Familia de Racing.

### Racing Stones
Fundados en 1990, constituyen un grupo de aficionados de Racing con una participación relativamente menor en actos destructivos. Originalmente conformado por rolingas, seguidores de la banda británica The Rolling Stones, este grupo se identifica con una bandera cuyo lema reza «Racing es una pasión inexplicable». Este grupo se convirtió en una alternativa viable para los hinchas que residían lejos del Cilindro y facilitó su asistencia a los partidos.
Han desempeñado un papel significativo en los recibimientos y convocatorias de la hinchada de Racing durante los años 1990.  Uno de los más recordados ocurrió en el Clausura 1994, cuando una avioneta sobrevoló la Doble Visera durante un clásico contra Independiente con una pancarta que decía: «Rojo amargo, 11 años», en referencia a la racha sin victorias del Rojo ante la Academia. Tres décadas después, en el Apertura 2025, un grupo de hinchas replicó esta acción en el Libertadores de América, desplegando una pancarta desde un dron con la inscripción: «Infelices 23 años», en alusión a la sequía de campeonatos de Independiente.

### La Barra del 95
Fundados en 1991 como una escisión de los Racing Stones, esta colectividad se identifica con una bandera que lleva la inscripción «Racing y vino para todo el pueblo argentino». Su nombre hace referencia a la línea 95 de colectivos de Buenos Aires, el medio de transporte que utilizaban para asistir al Cilindro. 
Para la final de la Supercopa Sudamericana 1992, lograron convocar a hinchas en siete colectivos completos. En años posteriores, la gestión y control de un grupo tan numeroso se volvió insostenible, lo que llevó a los integrantes a preferir reunirse directamente en el Cilindro en lugar de organizar viajes en grupo.

## Estadísticas

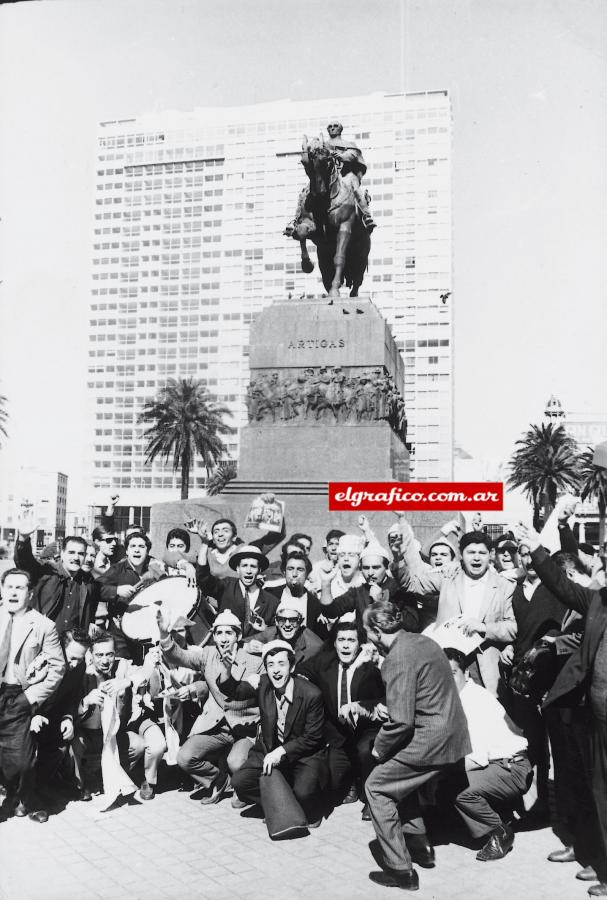
La hinchada que acompañó a Racing Club en la plaza Independencia de Montevideo (1967)

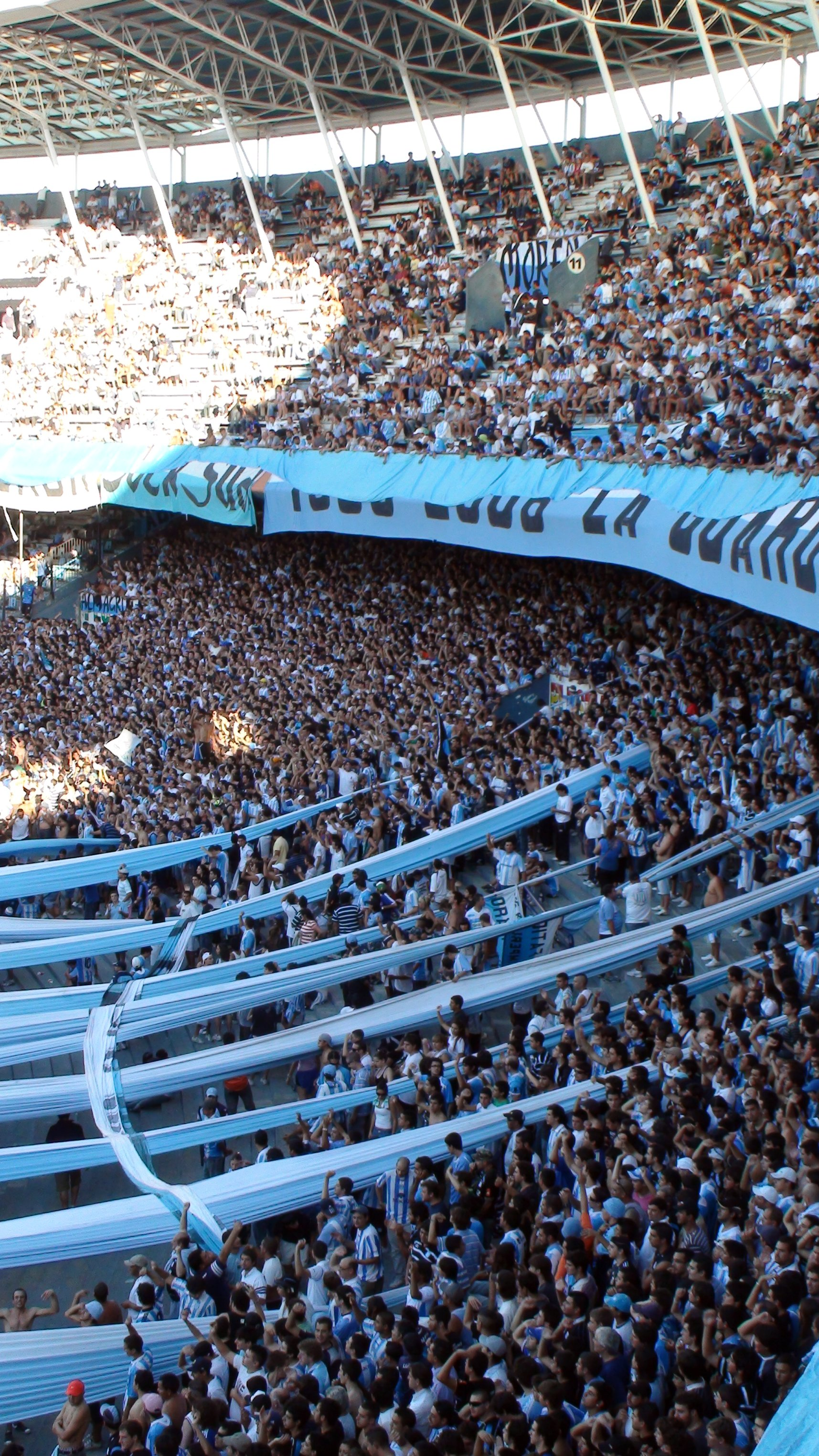
La Tribuna Popular Sur del Cilindro, lugar donde se posiciona la barra brava (2011)

### Simpatizantes
Según varias encuestas realizadas, Racing es el cuarto equipo con mayor cantidad de simpatizantes en toda Argentina.
| Equipo                       | Procedencia                             | Total   |
| ---------------------------- | --------------------------------------- | ------- |
| Boca Juniors                 | Bandera de la Ciudad de Buenos Aires    | 42,10 % |
| River Plate                  | Bandera de la Ciudad de Buenos Aires    | 35,30 % |
| Independiente                | Bandera de la Provincia de Buenos Aires | 4,90 %  |
| Racing Club                  | Bandera de la Provincia de Buenos Aires | 4,80 %  |
| San Lorenzo                  | Bandera de la Ciudad de Buenos Aires    | 3,20 %  |
| Newell's Old Boys            | Bandera de la Provincia de Santa Fe     | 1,50 %  |
| Rosario Central              | Bandera de la Provincia de Santa Fe     | 1,40 %  |
| Estudiantes (LP)             | Bandera de la Provincia de Buenos Aires | 1,20 %  |
| Talleres                     | Bandera de la Provincia de Córdoba      | 1,10 %  |
| Belgrano                     | Bandera de la Provincia de Córdoba      | 1,10 %  |
| Otros                        | Otros                                   | 3,40 %  |
| Proyección Consultores, 2022 |                                         |         |

### Entradas vendidas
La organización Revisionismo Fútbol, liderada por el estadígrafo Mario Ríos, hizo un relevamiento extrayendo datos de la Asociación de Fútbol Argentino desde 1917 hasta 2017. En el lapso de estos 100 años, Racing fue el tercer equipo con mejor promedio de entradas vendidas por partido.
| Equipo        | Entradas vendidas | Partidos jugados | Promedio por partido | Primero en ventas |
| ------------- | ----------------- | ---------------- | -------------------- | ----------------- |
| Boca Juniors  | 54 361 005        | 3482             | 15 610               | 53 veces          |
| River Plate   | 51 852 678        | 3533             | 14 675               | 41 veces          |
| Racing Club   | 35 972 574        | 3420             | 10 520               | 14 veces          |
| San Lorenzo   | 36 509 613        | 3494             | 10 450               | 7 veces           |
| Independiente | 35 230 682        | 3504             | 10 055               | 4 veces           |

Según datos oficiales de la Conmebol, Racing Club es el cuarto equipo con mayor asistencia de público en la historia de la Copa Libertadores. Esta posición fue alcanzada debido a las masivas convocatorias que sus partidos atrajeron durante la edición de 1967 del torneo.
| Equipo               | País      | Asistencia | Edición                |
| -------------------- | --------- | ---------- | ---------------------- |
| Flamengo             | Brasil    | 516 382    | Copa Libertadores 1981 |
| Universidad de Chile | Chile     | 484 018    | Copa Libertadores 1970 |
| River Plate          | Argentina | 483 997    | Copa Libertadores 1966 |
| Racing Club          | Argentina | 479 327    | Copa Libertadores 1967 |
| Peñarol              | Uruguay   | 470 833    | Copa Libertadores 1966 |

Racing Club aparece en cuatro de los cinco partidos con mayor convocatoria en la historia del fútbol argentino. Como particularidad, El Cilindro —donde hace de local— también figura en cuatro ocasiones.
| Local        | Visitante   | Estadio     | Asistencia | Torneo                     |
| ------------ | ----------- | ----------- | ---------- | -------------------------- |
| Racing Club  | Celtic      | El Cilindro | 120 000    | Copa Intercontinental 1967 |
| Racing Club  | River Plate | El Cilindro | 106 000    | Nacional 1968              |
| River Plate  | Racing Club | Monumental  | 100 000    | Metropolitano 1975         |
| Boca Juniors | River Plate | El Cilindro | 100 000    | Nacional 1976              |
| Racing Club  | Nacional    | El Cilindro | 99 148     | Copa Libertadores 1967     |

## Actividades

### Convocatorias
Una de las convocatorias más comunes de la hinchada de Racing son los «banderazos» en apoyo al equipo. Se dan en las previas de partidos definitorios o clásicos. A continuación, se detallan algunas de las convocatorias más destacadas que se realizaron
- El 14 de febrero de 1988 se realizó un evento que consistió en una misa desde la catedral metropolitana de Buenos Aires hasta el Cilindro de Avellaneda. Fue financiado por el presidente del club, Daniel Lalín, en un intento de quitar el supuesto maleficio que atentaba contra Racing. En el estadio, el capellán José Della Barca (un confeso hincha de Boca Juniors) bendijo a los arcos del campo de juego y a algunos simpatizantes. Luego de eso, se realizaron algunos conciertos y Racing jugó un amistoso contra Colón, el cual terminó perdiendo 2 a 0.[148]
- El 28 de octubre de 2001, los hinchas se trasladaron desde Avellaneda hacia La Plata en un tren especial del Ferrocarril General Roca, para presenciar un partido contra Estudiantes (LP).[149] A bordo del convoy, que transportaba aproximadamente a 4000 simpatizantes del club de Avellaneda, el aficionado Fernando Incarbone perdió la vida tras caer de uno de los vagones.[150]
- El 25 de marzo de 2013, en conmemoración del 110.º aniversario del club, aproximadamente 5000 aficionados de Racing se congregaron en el microcentro porteño, transitando desde el Obelisco hasta la plaza de Mayo. Durante la marcha, los hinchas corearon cánticos en apoyo al equipo, entonaron burlas dirigidas a Independiente y lanzaron pirotecnia.[151]
- El 23 de febrero de 2024 se llevó a cabo un banderazo en el Cilindro, donde asistieron aproximadamente 20 000 fanáticos en anticipación a un clásico de Avellaneda. Los jugadores del plantel salieron al campo de juego, donde fueron recibidos con muestras de afecto y apoyo por parte de los aficionados.[152]
- El 24 de octubre de 2024 se llevó a cabo un banderazo frente al estadio de Pacaembu en São Paulo, Brasil. De allí partieron 33 micros a la arena de Corinthians para presenciar un partido de la Copa Sudamericana. Sin embargo, estos fueron retenidos por la policía brasileña por media hora, dejándolos ingresar con el partido ya comenzado.[153]

### Recibimientos

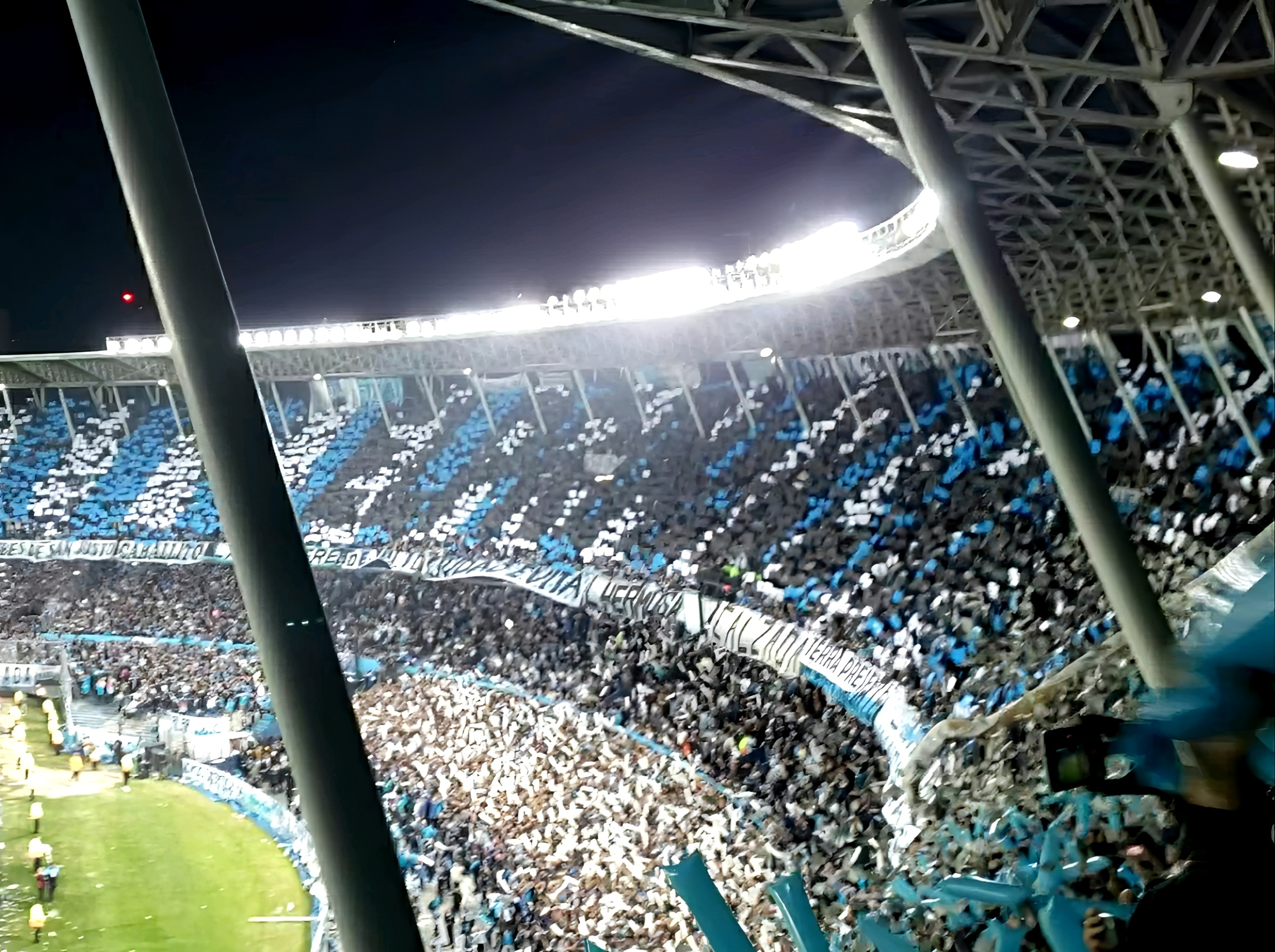
Recibimiento de la hinchada por la Copa Libertadores en el Cilindro (2023)

A continuación, se detallan algunas recepciones destacadas por parte de los aficionados a sus jugadores antes del comienzo de los partidos.
- El 21 de febrero de 2009 se jugó un clásico de Avellaneda en el estadio Tomás Adolfo Ducó (Huracán) por el Clausura, debido al retraso en la construcción del estadio de Independiente. En un gesto irónico, los hinchas de Racing llevaron cascos amarillos, lo que fue recibido por la afición de Independiente con aplausos.[154]
- El 27 de septiembre de 2009, antes de un clásico de Avellaneda por el Apertura, la hinchada recibió a su equipo lanzando serpentinas blancas y papeles picados celestes que cubrieron todo el arco local. Aquel encuentro debió ser demorado 10 minutos.[155]
- El 21 de junio de 2013, antes de un partido como local contra Unión por el Final, la hinchada preparó un recibimiento que incluyó humo negro, ataúdes, cánticos alusivos a la segunda división y disfraces representando al Fantasma de la B, en una clara burla hacia su histórico rival, Independiente, que había descendido de categoría una fecha antes. La institución colaboró reproduciendo en los altavoces del estadio la canción Te vas de Américo, la Marcha fúnebre de Frédéric Chopin y la cortina musical de la Primera B Nacional.[156] El club fue sancionado con partidos sin público por dos fechas.[157]
- El 9 de agosto de 2018, durante un clásico como local contra River Plate por la Copa Libertadores, estuvieron presentes 40 000 banderas que se habían armado en la sede de Villa del Parque los días previos.[158]
- El 10 de agosto de 2023, durante un partido como local contra Atlético Nacional por la Copa Libertadores, estuvieron presentes 76 000 globos y una tonelada de serpentinas y papeles picados, los cuales se estuvieron preparando en los días previos por un grupo organizado vía Twitter.[159] El 30 de agosto se repitió el mismo recibimiento contra Boca Juniors, con la particularidad de que se le fue agregado un mosaico con el lema «El Primer Grande» en una de las tribunas superiores del estadio.[160]
- El 31 de octubre de 2024, durante un partido como local contra Corinthians por la Copa Sudamericana, ocurrió un recibimiento ampliamente como «impresionante» por la prensa especializada. Este incluyó miles de bengalas, fuegos artificiales y un espectáculo de luces. El club fue sancionado con la clausura de dos tribunas por un mes, y un partido sin público por la Copa Libertadores 2025.[161][162]

## Violencia

### Víctimas

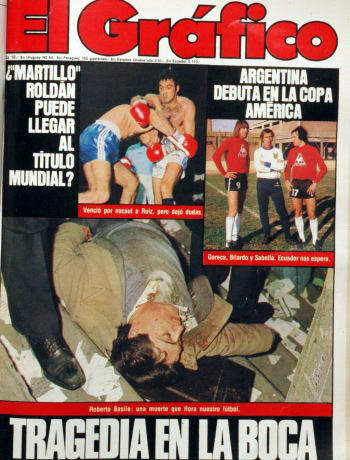
La tapa de la revista El Gráfico, el día que falleció Roberto Basile (1983)

Según la ONG Salvemos al Fútbol, ha habido cinco hinchas de Racing que perdieron la vida por la «pasión» al deporte argentino. A continuación se detallan los casos:
- El 9 de abril de 1967, durante un partido como visitante contra Huracán por el Metropolitano, ocurrió un incidente que resultó en la muerte de Héctor Souto, primo político del futbolista Roberto Perfumo. Según los reportes de la época, el hecho ocurrió en el contexto de enfrentamientos entre los grupos de hinchas de ambos equipos. Souto fue víctima de una emboscada perpetrada por miembros de la barra brava de Huracán, quienes buscaban vengarse por el robo de sombrillas distintivas de su grupo, atribuido a simpatizantes de Racing. Pese al negacionismo del club local por el hecho ocurrido, el Tribunal de Disciplina lo sancionó con dos fechas de suspensión y la justicia condenó a tres de los implicados.[164]
- El 3 de agosto de 1983, durante un clásico como visitante contra Boca Juniors por el campeonato, una bengala náutica lanzada desde la tribuna ocupada por La 12 impactó en la arteria carótida de Roberto Basile, un hincha presente en la tribuna visitante, quien falleció poco después a causa de la herida. Dos barras bravas de Boca Juniors fueron procesados judicialmente.[165]
- El 3 de diciembre de 1985, tras un partido contra Banfield por la «B» en La Bombonera, un grupo de la barra brava de Boca Juniors emboscó a simpatizantes de Racing en las calles del barrio de La Boca, lo que derivó en el asesinato de Daniel Souto, un hincha del equipo de Avellaneda. Hubo un solo detenido.[166]
- El 1 de junio de 1997, tras un partido como local contra River Plate por el Clausura, se produjo el asesinato de Waldo Wally Rodríguez, integrante de la facción de los Racing Stones, en las calles de Avellaneda. En un principio, se sospechó que el ataque había sido perpetrado por hinchas de River Plate, pero posteriormente la barra brava de Independiente se adjudicó la responsabilidad del hecho, lo que llevó al procesamiento de uno de sus integrantes.[167]
- El 24 de enero de 2013, Nicolás Pacheco, periodista y conductor radial, fue encontrado muerto en la pileta de la sede de Villa del Parque. Pacheco falleció en circunstancias que inicialmente fueron calificadas como dudosas. Posteriormente, las investigaciones judiciales determinaron que su muerte estuvo relacionada con un acto de violencia. Como resultado, fueron procesados varios integrantes de una facción disidente de La Guardia Imperial.[168]

### Disturbios

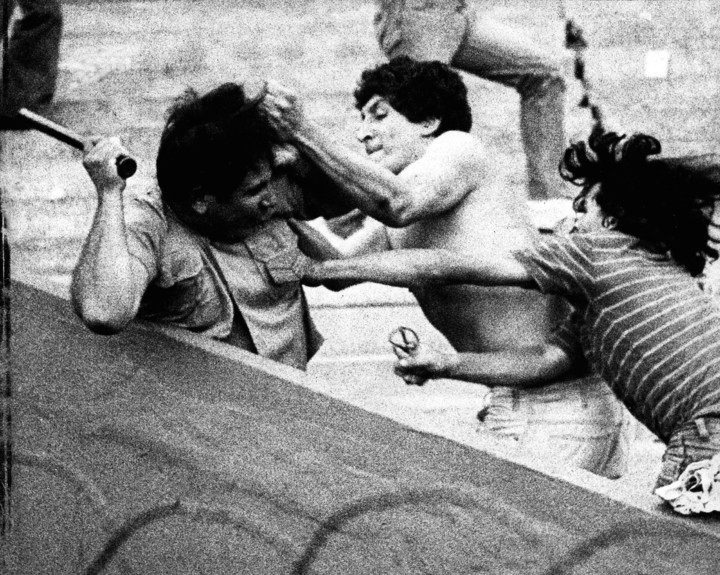
Dos barras bravas agrediendo a un efectivo policial en el Cilindro, durante el partido en el que Racing descendió (1983).

Los disturbios suelen ser incitados predominantemente por La Guardia Imperial. Sin embargo, también se ha observado que plateistas y aficionados comunes han provocado desórdenes en algunos partidos. A continuación se detallan algunos casos:
- El 27 de diciembre de 1958, durante un clásico como visitante contra San Lorenzo por el campeonato, ocurrió un violento enfrentamiento entre las barras bravas. El partido fue suspendido por árbitro Luis Antonio Ventre a los 69 minutos, con victoria de San Lorenzo por 2–0. El club visitante fue sancionado con partidos de local sin público por cinco fechas.[170]
- El 18 de diciembre de 1983, durante un partido como local contra Racing (C) por el campeonato, ocurrió un violento enfrentamiento entre la barra brava y la policía. Según los testimonios, un sector de la parcialidad local quería entrar al campo del Cilindro, lo cual provocó el accionar de la guardia de infantería. La revista El Gráfico definió lo vivido en el estadio como «una barbarie». El partido fue suspendido por el árbitro Teodoro Nitti a los 84 minutos, con triunfo de la visita por 4–3, y se consumó el descenso de Racing. El club fue sancionado con partidos sin público por tres fechas.[171]
- El 22 de diciembre de 1988, durante un clásico como local contra Boca Juniors por el campeonato, los hinchas del local le arrojaron un petardo al arquero visitante, Carlos Navarro Montoya.  El partido fue suspendido por árbitro Carlos Espósito a los 45 minutos, con un empate 0–0, y la AFA le otorgó la victoria a Boca Juniors.[172]
- El 16 de diciembre de 2000, durante un clásico de Avellaneda como local por el Apertura, la barra brava de Racing cruzó el anillo inferior del Cilindro para hostigar a los hinchas de Independiente. Ambas parcialidades se arrojaban objetos, lo cual hizo accionar a la policía, que interceptó a los partidarios del local. La barra de Racing respondió agrediendo a 24 efectivos y haciéndola retroceder. El partido fue suspendido por el árbitro Horacio Elizondo, con victoria de Independiente por 2–0.[173]
- El 25 de febrero de 2006, tras un clásico de Avellaneda como local por el Clausura, los aficionados de la platea reaccionaron violentamente contra el presidente de la gerenciadora Blanquiceleste, Fernando Marín, quien se encontraba en el palco vip junto al presidente de Independiente, Julio Comparada. La intervención de la policía bonaerense fue necesaria, y los disturbios se prolongaron por aproximadamente media hora, resultando en 25 detenidos y cuatro efectivos heridos.[174]
- El 13 de agosto de 2006, durante un clásico de Avellaneda como visitante por el Apertura, un grupo de simpatizantes de Independiente comenzaron a apedrear a los de Racing, resultando en una herida. La policía intervino con balas de goma y La Guardia Imperial actuó en defensa. El partido fue suspendido por el árbitro Horacio Elizondo a los 64 minutos, con victoria de Independiente por 2–0.[175]
- El 31 de julio de 2022, se registró un enfrentamiento entre aficionados de Racing, pertenecientes a la filial de José C. Paz, e hinchas de River Plate, de la peña Florencio Varela, en el peaje Dock Sud de la autopista Doctor Ricardo Balbín. Durante el incidente, ambas facciones intercambiaron pedradas, lo que resultó en dos heridos que fueron trasladados al hospital Fiorito de Avellaneda.[176]